# Diskuse
Diskuse (z lat. discussio od dis-quatere, pře-třásat, zkoumat, diskutovat) je věcný rozhovor několika osob o určitém tématu, jehož cílem není rozhodovat, nýbrž věc pečlivě rozebrat z různých stránek, shromáždit argumenty a případně připravit půdu pro racionální rozhodnutí. Pravidla českého pravopisu připouštějí i variantu diskuze, avšak za slohově neutrální považují diskusi.

## Požadavky na diskusi
Diskuse od účastníků vyžaduje:
- věcnost: věnovat se tématu a argumentovat, nikoli napadat nebo překřikovat;
- otevřenost: nevylučovat nikoho, kdo může k danému tématu přispět;
- poctivost: podstatné informace nesmějí účastníci zatajovat nebo tvrdit něco, čemu sami nevěří;
- trpělivost: pochopení argumentů druhého může vyžadovat čas;
- zdvořilost, která vyjadřuje společný zájem všech na každé věcné informaci.

Zkušenost ukazuje, že taková diskuse může být pro hlubší poznání složitých jevů velmi užitečná, protože překonává přirozené jednostrannosti účastníků a zvyšuje pravděpodobnost, že se na nic důležitého nezapomnělo. Některé diskuse jsou méně náchylné k polemikám, například diskuse řešení v matematice, obtížnější je dodržet požadavky diskuse ve vědě, v právu, nebo dokonce v politice.

## Panelová diskuse
Panelová diskuse je diskuse několika osob, obvykle odborníků, na pódiu před posluchači, před televizními diváky a podobně.

## Co diskuse není
Řada pojmů označuje něco podobného a jejich významy se často překrývají, nicméně v přesném smyslu slova se od sebe liší:
- debata je více rétorická a klade menší důraz na věcnost a argumentaci
- dialog chce vést ke shodě a více zdůrazňuje vzájemné uznání účastníků
- disputace má blíže k polemice a měla by směřovat k rozhodnutí
- polemika je vyloženě konfliktní a snaží se vyvrátit názor druhé strany
- výměna názorů nevyžaduje argumentaci a může být i polemická